# Ассаиди, Усама
Усама Ассаиди (араб. أسامة السعيدي‎; 15 августа 1988, Бени-Бугафар) — марокканский футболист, полузащитник. Играл за сборную Марокко.

## Клубная карьера
Ассаиди пришёл молодым игроком в молодёжную академию АЗ. Свою профессиональную футбольную карьеру он начал в сезоне 2006/07 в Эрсте Дивизие выступая за «ФК Омниворлд» из города Алмере.
После двух сезонов выступления за клуб из города Алмере, где он провёл 36 игр и забил 3 гола, Ассаиди летом 2008 года отправился в «Де Графсхап». За «суперфермеров» Ассаиди отыграл всего 17 матчей, но при этом забил в два раза больше, чем в первом клубе — 6.
В последний день летнего трансферного окна 2009 года, Ассаиди перебрался в провинцию на севере Нидерландов. Скауты «Херенвена» заметили марокканца после того, как он отметился 5-ю забитыми мячами в 5 матчах в сезоне 2009/10 за «Де Графсхап».
Дебют за новый клуб состоялся 12 сентября 2009 года в северном дерби против «Гронингена». Ассаиди вышел на замену на 71-й минуте матча и за оставшееся время отметился лишь не точным ударом, а его команда проиграла со счётом — 1:0. Марокканец продолжал выходить на замену и лишь 25 октября 2009 года в 11-м туре Эредивизие Ассаиди появился в стартовом составе, но ничем не отметился и был заменён на 57-й минуте матча. После этого он продолжал появляться в основном составе. В матчах против «Аякса» и Валвейка Ассаиди отметился лишь предупреждениями. Зато в следующем туре 6 декабря 2009 года в игре против «Хераклеса» Ассаиди забил свой первый гол за «Херенвен», но он не помог «фризам», так как они проиграли тот матч со счётом — 3:1. Впоследствии Ассаиди вновь прочно осел на лавке своей команды и появлялся лишь по большим праздникам. 27 марта 2010 года ему был предоставлен ещё один шанс. В гостевом поединке против «Роды» он начал матч в стартовом составе, однако уже на 9-й минуте игры получил прямую красную карточку за грубый подкат, тем самым он подвёл свою команду, которая в итоге проиграла со счётом — 4:2.
Зато сезон 2010/11 для марокканца стал очень успешным. Из 31-го сыгранного матча Ассаиди в 30-ти выходил в стартовом составе. Полных же матчей ему довелось сыграть только 20. 12 декабря 2010 года он сыграл потрясающий матч против, на тот момент ещё чемпиона, «Твенте». Несмотря на повреждение лодыжки он поучаствовал во всех голах своей команды. Хет-трик, две голевые передачи и заработанный пенальти — сделали его настоящим героем, а его команда победила с итоговым счётом 6:2. В итоге, за сезон он забил 9 мячей и стал лучшим игроком «Херенвена» в 2011 году.
18 мая 2011 года Ассаиди был назван одним из возможных преемников Балажа Джуджака, который до подписания контракта с «Анжи» выступал за ПСВ.
16 августа 2012 года официальный сайт «Ливерпуля» сообщил о трансфере 24-летнего вингера, который после прохождения медосбледования поставил свою подпись под соглашением с мерсисайдцами. По неподтвержденным данным, сумма трансфера Ассаиди на «Энфилд» составила 3 миллиона евро. После двукратной аренды в «Сток Сити» Ассаиди был продан в клуб «Аль-Ахли» из ОАЭ за £4,7 млн.

## Карьера в сборной
Дебют за сборную Марокко пришёлся на матч против сборной Алжира 4 июня 2011 года. Ассаиди в этой встрече удалось забить, а его команда победила с общим счётом 4:0. Его гол стал 4-м в матче.

## Достижения
«Херенвен»
- Игрок года: 2011[3]

«Твенте»
- Победитель Первого дивизиона Нидерландов: 2018/19

## Статистика
| Сезон   | Клуб        | Соревнование  | Игры | Голы |
| ------- | ----------- | ------------- | ---- | ---- |
| 2006/07 | Омниворлд   | Эрсте Дивизие | 7    | 0    |
| 2007/08 | Омниворлд   | Эрсте Дивизие | 29   | 3    |
| 2008/09 | Де Графсхап | Эредивизие    | 12   | 1    |
| 2009/10 | Де Графсхап | Эрсте Дивизие | 5    | 5    |
| 2009/10 | Херенвен    | Эредивизие    | 20   | 1    |
| 2010/11 | Херенвен    | Эредивизие    | 31   | 9    |
| 2011/12 | Херенвен    | Эредивизие    | 27   | 10   |
| 2012/13 | Херенвен    | Эредивизие    | 1    | 0    |
| 2012/13 | Ливерпуль   | Премьер-лига  | 3    | 0    |
| Всего   | Всего       | Всего         | 135  | 29   |